# XXIII wiek p.n.e.

XXIII wiek p.n.e.

XXV wiek p.n.e. XXIV wiek p.n.e. XXIII wiek p.n.e. XXII wiek p.n.e. XXI wiek p.n.e.

## Zmarli
- około 2295 p.n.e. – Sargon Wielki, władca Akadu, uważany za twórcę pierwszego imperium w historii świata
- około 2205 p.n.e. – Szar-kali-szarri władca Akadu

## Wydarzenia na Świecie
Wydarzenia w Europie
- około 2300 p.n.e. – początek epoki brązu w Europie

Wydarzenia w Azji
- od około 2260 p.n.e. – król Naramsin odnawia imperium Akadu
- około 2205 p.n.e. – domniemany początek panowania legendarnej dynastii Xia w Chinach

Wydarzenia w Afryce
- około 2254 p.n.e. – władcą Egiptu został sześcioletni Pepi II, który wedle tradycji rządził 94 lata, za jego rządów zaczyna się rozpad egipskiego Starego Państwa

Wydarzenia w Ameryce
- około 2300 p.n.e. – powstają pierwsze stałe wsie rolnicze w Ameryce Środkowej, pierwsze zastosowanie ceramiki w tym regionie

Wydarzenia w Australii